# Niall Mackenzie
Pour les articles homonymes, voir Mackenzie.
Niall Mackenzie (né le 19 juillet 1961) est un pilote de vitesse moto britannique originaire de Stirling en Écosse. Il a gagné à trois reprises le British Superbike Championship de 1996 à 1998.